# Carlos Moreno (militar)
Carlos Alberto Moreno, Talo, (nacimiento 12 de abril de 1950, fallecimiento 12 de noviembre de 2019) fue un oficial de la Fuerza Aérea Argentina que luchó en la guerra de las Malvinas y alcanzó el rango de brigadier.

## Carrera
Carlos Alberto Moreno cursó la Escuela de Aviación Militar y egresó como oficial de la Fuerza Aérea Argentina a principios de la década de 1970. Perteneció a la Promoción XXXVII.
En 1971 hizo el Curso de Aviador Militar. A continuación tuvo destino en la IV Brigada Aérea donde hizo el curso de pilotos de combate. Después fue a la V Brigada Aérea, donde voló aviones A-4B Skyhawk. Finalmente se especializó en aviones Mirage V Dagger en la VI Brigada Aérea.

## Guerra de las Malvinas
Carlos Moreno participó de la guerra de las Malvinas teniendo el rango de capitán. Era jefe de Escuadrilla en la VI Brigada Aérea, dotada de aviones Mirage V Dagger.
Moreno destacó al participar de la primera batalla aeronaval de la guerra de las Malvinas, librada el 1 de mayo de 1982. Ese día fue el primer aviador en salir hacia las Malvinas contra los británicos, juntamente con el teniente Héctor Volponi. Los aviadores constituyeron la Sección «Toro», que despegó de la Base Aérea Militar Río Grande, de la Fuerza Aérea Sur.

## Posguerra
En 2002 Moreno era comodoro y jefe de la VI Brigada Aérea. En tal calidad recibió al jefe de la Real Fuerza Aérea británica, mariscal del aire Peter Squire, quien siendo también veterano de Malvinas, visitó la brigada después de 20 años de finalizado el conflicto del Atlántico Sur.

## Muerte
El brigadier Carlos Moreno murió el 12 de noviembre de 2019 en situación de retiro.